# Adam Demos
Adam Demos (Wollongong, 24 maggio 1985) è un attore australiano.

## Biografia
Adam Demos è nato a Wollongong, città situata sulla costa orientale dell’Australia, il 24 maggio del 1985. Fin da bambino dimostra passione per la recitazione. Dopo aver lavorato un periodo come operaio edile nell'azienda di suo padre, la madre lo iscrive alla Screenwise Film & TV Acting School. Otterà poi i suoi primi ruoli importanti in Janet King, Falling Inn Love e Sex/Life

### Vita privata
È cugino del giocatore di basket Tyson Demos.
Nel 2021 ufficializza tramite un post su Instagram la storia con la collega Sarah Shahi conosciuta sul set di Sex/Life l'anno prima.

## Filmografia

### Cinema
- Falling Inn Love - Ristrutturazione con amore (Falling Inn Love), regia di Roger Kumble (2019)
- L'abbinamento perfetto (A Perfect Pairing), regia di Stuart McDonald (2022)

### Televisione
- Home and Away – saop opera, episodio #1.4914 (2009)
- Rescue Special Ops – serie TV, episodi 1x03, 1x09, 1x10 (2009)
- Winners & Losers – serie TV, episodio 3x10 (2013)
- Janet King – serie TV, 7 episodi (2017)
- Unreal – serie TV, 18 episodi (2018)
- Sex/Life – serie TV, 14 episodi (2021-2023)

## Doppiatori italiani
Nelle versioni in italiano dei suoi lavori, Adam Demos è stato doppiato da:
- Davide Perino in Sex/Life, Falling Inn Love - Ristrutturazione con amore
- Gabriele Sabatini in L'abbinamento perfetto